# Topotèrètès
Le topotèrètès (en grec : τοποτηρητής) désigne l'adjoint ou le lieutenant dans l'armée byzantine.

## Histoire
Ce nom est utilisé de différentes manières au travers de l'histoire de l'Empire byzantin. Aux IXe et Xe siècles, le topotèrètès est l'adjoint des commandants militaires des thèmes, des commandants des tagmata et de la marine byzantine. Le topotèrètès dirige habituellement la moitié de l'unité dont son supérieur est responsable. Avec les guerres civiles entre 1070 et 1080 et l'invasion d'une grande partie de l'Asie Mineure par les Seldjoukides, des topotèrètès se retrouvent en première ligne dès lors que leurs supérieurs sont partis combattre aux côtés des différentes factions qui s'affrontent pour le trône. Ainsi, des personnages comme Théodore Gabras, occupant la fonction de topotèrètès, se retrouvent isolés et tentent de défendre leurs régions avec les forces restantes.
Au début du XIIe siècle, des topotèrètès sont signalés comme commandants de petites régions et de forteresses, alors qu'à la fin de l'ère Paléologue, le terme est utilisé pour désigner les représentants du patriarche de Constantinople dans les évêchés se trouvant en dehors des frontières de l'empire.